# Platycypha auripes
Platycypha auripes – gatunek ważki z rodziny Chlorocyphidae.